# Татарско-Ямалинское сельское поселение
Татарско-Ямалинское сельское поселение — муниципальное образование в Актанышском районе Татарстана.
Административный центр — село Татарские Ямалы.

## Населённые пункты
В состав сельского поселения входят 3 населённых пункта:
- село: Татарские Ямалы.
- деревни: Буаз-Куль, Буляк.